# NGC 6831
NGC 6831 is een lensvormig sterrenstelsel in het sterrenbeeld Draak. Het hemelobject werd op 3 september 1886 ontdekt door de Amerikaanse astronoom Lewis A. Swift.

## Synoniemen
- UGC 11483
- MCG 10-28-11
- ZWG 303.11
- NPM1G +59.0234
- PGC 63674